# Ligne H du bus express de Bordeaux
Pour des articles plus généraux, voir Transports Bordeaux Métropole et Bus express de Bordeaux.
 (fin 2025).
La ligne H du bus express de Bordeaux, aussi appelée ligne circulaire des boulevards, est une future ligne de bus à haut niveau de service circulaire de 21 km reliant les communes de Bordeaux, Le Bouscat, Talence, Bègles, Floirac et Cenon. Son ouverture est prévue fin 2025.
La ligne empruntera en grande partie les boulevards de Bordeaux et sera mise en place dans un premier temps en complément de la Lianes 9.
Cette ligne sera raccordée aux lignes de tramway      ainsi qu'aux futures lignes   . Elle sera également en correspondance avec la ligne de bus express   à la station Barrière Saint-Médard.
30 000 voyageurs par jour sont attendus à l'ouverture de la ligne.

Plan de la ligne.

## Histoire

### Chronologie
- Mars 2025 : démarrage des travaux d'infrastructures[3].

## Tracé et stations

### Tracé
La ligne H empruntera en partie des sites propres, principalement sur la rive gauche le long des boulevards de Bordeaux, le reste du temps le véhicule sera noyé dans le flot de la circulation.
Dans un second temps, à l'horizon 2028, la ligne devrait s’étendre jusqu’à Floirac et le quartier de Brazza. Cela est conditionnée à la livraison de la trémie de la Benauge et du futur dépôt de bus de Floirac.

### Liste des stations
|  |   |  |  |  | Station                    | Communes              | Correspondances |
|  | - |  |  |  | -------------------------- | --------------------- | --------------- |
|  |   |  |  |  |                            |                       |                 |
|  | • |  |  |  | Barrière du Médoc          | Bordeaux / Le Bouscat | • 9 23 70       |
|  | • |  |  |  | Tivoli                     | Bordeaux / Le Bouscat | 9 70            |
|  | • |  |  |  | Mandron                    | Bordeaux / Le Bouscat | 9 15            |
|  | • |  |  |  | Ampère-Grand Parc          | Bordeaux / Le Bouscat | 9               |
|  | • |  |  |  | Polyclinique Bordeaux Nord | Bordeaux / Le Bouscat | 9               |
|  | • |  |  |  | Place Ravezies             | Bordeaux / Le Bouscat | • 7 9 27 53 82  |
|  | • |  |  |  | Jean Hameau                | Bordeaux              | 9               |
|  | • |  |  |  | Latule                     | Bordeaux              | 9               |
|  | • |  |  |  | Faure-Brunet               | Bordeaux              | 5 7 27 53       |
|  | • |  |  |  | Faure-Blaguerie            | Bordeaux              | 7 27 53         |
|  | • |  |  |  | La Cité du Vin             | Bordeaux              | • 7 25 27 53    |
|  | • |  |  |  | Lajaunie                   | Bordeaux              | 7 27 53 61      |
|  | • |  |  |  | Chantiers de la Garonne    | Bordeaux              | 7 27 61         |
|  | • |  |  |  | André Ricard               | Bordeaux              | 7 27 61         |
|  | • |  |  |  | Jules Guesde               | Cenon                 | 27 31           |
|  | • |  |  |  | Cenon Gare                 | Cenon                 | • 27 31 60      |
|  | • |  |  |  | Maréchal Foch              | Cenon                 | 60              |
|  | • |  |  |  | Victor Hugo                | Cenon                 | 60              |
|  | • |  |  |  | Jules Ferry                | Cenon                 | 16 28 65        |
|  | • |  |  |  | Rosa Parks                 | Floirac               | 16              |
|  | • |  |  |  | Libération                 | Floirac               | 16              |
|  | • |  |  |  | La Paix                    | Floirac               | 16              |
|  | • |  |  |  | Jean Jaurès                | Floirac               | 16              |
|  | • |  |  |  | Curie                      | Floirac               | 16              |
|  | • |  |  |  | Rousseau                   | Floirac               | 16              |
|  | • |  |  |  | Mairie de Floirac          | Floirac               | 6 28 54         |
|  | ↑ |  |  |  | Mascaret                   | Floirac               |                 |
|  | ↓ |  |  |  | Nougueys                   | Floirac               | 6 28 54         |
|  | • |  |  |  | Arena                      | Floirac               | 6 25 28 54      |
|  | • |  |  |  | Simone Veil (rive gauche)  | Bordeaux / Bègles     | 6 35 55         |
|  | • |  |  |  | Cité SNCF                  | Bordeaux / Bègles     | 35              |
|  | • |  |  |  | Terres Neuves              | Bordeaux / Bègles     | • 20 54 86      |
|  | • |  |  |  | Cité Numérique             | Bordeaux / Bègles     | 20 54 86        |
|  | • |  |  |  | Manufacture                | Bordeaux / Bègles     | 86              |
|  | • |  |  |  | Barrière de Bègles         | Bordeaux / Bègles     | 15 31 86        |
|  | • |  |  |  | Vaucouleurs                | Bordeaux              | 31 86           |
|  | • |  |  |  | Barrière de Toulouse       | Bordeaux              | 5 9 23 31 86    |
|  | • |  |  |  | Cité Cairon                | Bordeaux / Talence    | 9 86            |
|  | • |  |  |  | Barrière Saint-Genès       | Bordeaux / Talence    | • 9 86          |
|  | • |  |  |  | Boulevard George V         | Bordeaux / Talence    | 9 86            |
|  | • |  |  |  | Barrière de Pessac         | Bordeaux / Talence    | 1 9 20 86       |
|  | • |  |  |  | Xaintrailles               | Bordeaux              | 1 9             |
|  | • |  |  |  | Stade Chaban-Delmas        | Bordeaux              | • 1 9           |
|  | • |  |  |  | Barrière Saint-Augustin    | Bordeaux              | 9 55 80         |
|  | • |  |  |  | Barrière d'Arès            | Bordeaux              | 1 9 51 70       |
|  | • |  |  |  | Barrière Judaïque          | Bordeaux              | 1 9 16 51 70    |
|  | • |  |  |  | Cité Administrative        | Bordeaux              | 9 70            |
|  | • |  |  |  | Barrière Saint-Médard      | Bordeaux              | • 2 9 70        |
|  | • |  |  |  | Carnot                     | Bordeaux              | 9 70            |
|  |   |  |  |  |                            |                       |                 |